# ستيوارت بانكين
ستيوارت بانكين (بالإنجليزية: Stuart Pankin)‏ هو ممثل أمريكي، ولد في 8 أبريل 1946 بفيلادلفيا في الولايات المتحدة.

## أعمال

### أفلام
- (1987) جاذبية قاتلة
- (2011) الفنان

### مسلسلات
- ربات بيوت يائسات

## وصلات خارجية
- ستيوارت بانكين على موقع IMDb (الإنجليزية)
- ستيوارت بانكين على موقع قاعدة بيانات الأفلام العربية
- ستيوارت بانكين على موقع ألو سيني (الفرنسية)
- ستيوارت بانكين على موقع أول موفي (الإنجليزية)
- ستيوارت بانكين على موقع قاعدة بيانات برودواي على الإنترنت (الإنجليزية)
- ستيوارت بانكين على موقع قاعدة بيانات الأفلام السويدية (السويدية)
- ستيوارت بانكين على موقع إن إن دي بي (الإنجليزية)
- ستيوارت بانكين على موقع قاعدة بيانات الفيلم (الإنجليزية)
- ستيوارت بانكين على موقع كينوبويسك (الروسية)